# 켕트신군

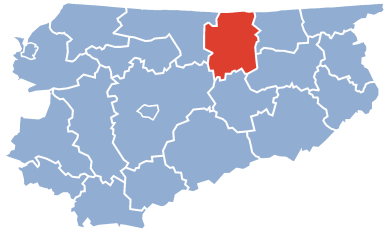
바르미아마주리주 지도에 표시된 켕트신군의 위치

켕트신군(폴란드어: powiat kętrzyński)은 폴란드 바르미아마주리주에 위치한 군으로 군청 소재지는 켕트신이며 면적은 1,212.97km2, 인구는 66,165명(2006년 기준), 인구 밀도는 55명/km2이다.
동쪽으로는 벵고제보군, 기지츠코군, 남쪽으로는 므롱고보군, 서쪽으로는 올슈틴군, 바르토시체군과 접하며 북쪽으로는 러시아 칼리닌그라드주와 국경을 접한다. 6개 지방 자치체(1개 도시, 2개 도시형 농촌, 3개 농촌)를 관할한다.

군기
군 문장